# Аркарас, Дасия
Дасия дель Пилар Аркарас Гонсалес (исп. Dacia del Pilar Arcaraz Gonzalez) (8 марта 1967, Мехико, Мексика) — мексиканская актриса.

## Биография
Родилась 8 марта 1967 года в Мехико в семье актрисы Дасии Гонсалес. В мексиканском кинематографе дебютировала в возрасте 9 лет и с тех пор снялась в 33 работах в кино и телесериалах. Телесериалы Женщина, случаи из реальной жизни, Перекрёстки, Моя дорогая Исабель, В плену страсти, Разлучённые, Обними меня крепче, Завтра — это навсегда, Роза Гваделупе и Как говорится оказались наиболее популярными с участием актрисы.

## Фильмография

### Теленовеллы
- Por siempre mi amor (2013/14) …. Ágatha
- Un refugio para el amor (2012) …. Flor
- Una familia con suerte (2011) …. Ofelia Ávalos
- Mi pecado (2009) …. Irene Valenzuela
- Mañana es para siempre (2008) …. Margarita Campillo
- Yo amo a Juan Querendón (2007) …. Yadira del Pilar Cachón de la Cueva
- Amarte es mi pecado (2004) …. Diana Salazar
- Bajo la misma piel (2003) …. Erika Godínez
- María Belén (2001) …. Malena
- Обними меня крепче (2000—2001) …. Gema
- El niño que vino del mar (1999) …. Remedios
- Desencuentro (1997) …. Lolita
- Моя дорогая Исабель (1996) …. Julia
- La antorcha encendida (1996) …. María Antonieta Morelos
- В плену страсти (1996) …. Rosario «Chayo»
- Pobre niña rica (1995) …. Norma (1995—1996)
- Перекрёстки (1994—1995) …. Marilú
- Entre la vida y la muerte (1993) …. Arlette
- Vida robada (1991) …. Leonor Carvajal
- Cadenas de amargura (1991) …. Monja
- La pícara soñadora (1991) …. Susana

### Многосезонные ситкомы
- La jaula …. Apolonia (1 episodio: Los Big T* La acos, 2004)
- Роза Гваделупе
- Debate Llevar — Elvira
- La Casa Chica — Roberta
- Un Corazón Completo — Berenice
- Con voluntad — Norma
- Amar a mi propia hermana -
- Corazón noble — Nadia
- Cartas a un amor perdido -
- La luz de la luciérnaga: El síndrome de Asperger -
- Как говорится
- Женщина, случаи из реальной жизни (1985—2007; снимался в 1994 и 2003 гг. в двух сезонах).
- XHDRBZ (2002)
- Derbez en cuando (1999)
- Plaza Sésamo — Aída (1995—1997)

### Художественные фильмы
- Como quien pierde una estrella (2005)
- Por un puñado de tierra (2002)
- Loco corazón (1998)
- Raíces de odio (1997)
- Campeón (1997)
- Condena para un inocente (1995)
- Sin retorno (1995)
- Los ángeles de la muerte (1995)
- Horas violentas (1992) …. Clarisa
- Dos fuerzas (1992)
- Pánico (1991)
- Secta satánica: El enviado del Sr. (1990)
- Triste juventud (1990)
- Comando de federales (1990) …. Griega
- Ruleta mortal (1990) …. Romina
- El Noa Noa (1980)